# Psectrosema provinciale
Psectrosema provinciale är en tvåvingeart som beskrevs av Jean-Jacques Kieffer 1912. Psectrosema provinciale ingår i släktet Psectrosema och familjen gallmyggor. Inga underarter finns listade i Catalogue of Life.